# Панье-Рюнаше, Аньес
Аньес Панье-Рюнаше (фр. Agnès Pannier-Runacher, урождённая Рюнаше; род. 19 июня 1974, Париж) — французский политический и государственный деятель. Член партии Вперёд, Республика! Министр-делегат промышленности Франции с 6 июля 2020 года по 20 мая 2022 года. Министр преобразования энергетики (2022—2024), министр экологических преобразований (с 2024).

## Биография
Родилась 19 июня 1974 года в Париже.
Училась в Институте политических исследований в Париже и Национальной школе администрации. Окончила бизнес-школу HEC Paris.
С 2000 года — финансовый инспектор Министерства финансов Франции. В 2003—2006 годах — секретарь генерального директора госпиталя Assistance Publique-Hôpitaux de Paris (AP-HP). В 2006—2008 годах — заместитель директора по финансам и стратегии в государственном учреждении 
Groupe Caisse des Dépôts. С конца 2008 года участвовала в создании Французского стратегического инвестиционного фонда (ныне Государственный инвестиционный банк, также известный как Bpifrance). В 2011—2013 годах — директор отдела исследований и разработок Faurecia Interior Systems. В 2013—2018 годах — заместитель генерального директора Compagnie des Alpes. Являлась директором ряда компаний, фонда Fondation Grameen Crédit Agricole (Fondation GCA) и аналитического центра
Observatoire de l’Immatériel, членом консультативного совета неправительственной организации Ashoka France.
В 2017 году выбрана в числе молодёжных лидеров фондом France China Foundation.
16 октября 2018 года сменила Дельфин Жени-Стефан на должности государственного секретаря при министре экономики и финансов во втором правительстве Филиппа. 6 июля 2020 года назначена министром-делегатом по вопросам промышленности при министре экономики, финансов и восстановления Франции в новом правительстве Кастекса.
20 мая 2022 года получила портфель министра преобразования энергетики в правительстве Элизабет Борн.
11 января 2024 года было сформировано правительство Атталя, в котором Панье-Рюнаше не получила никакого назначения.
8 февраля 2024 года назначена министром-делегатом без портфеля при министре сельского хозяйства в правительстве Атталя.
21 сентября 2024 года получила портфель министра экологии при формировании правительства Барнье.
23 декабря 2024 года при формировании правительства Байру назначена министром экологических преобразований, биоразнообразия, лесов, моря и рыболовства.